# SOR TNB 18
SOR TNB 18 je model kloubového nízkopodlažního trolejbusu, který byl vyroben v roce 2009 v jednom prototypu českou firmou SOR Libchavy.
Karoserii trolejbusů TNB 18 využívala také Škoda Electric pro výrobu trolejbusů Škoda 31Tr.

## Konstrukce
Trolejbus TNB 18 vychází po mechanické stránce z autobusu SOR NB 18, respektive jeho verze poháněné CNG se zesílenou konstrukcí střechy, která je označena jako NBG 18. V době výroby prototypu trolejbusu byl model NBG 18 zpracován pouze konstrukčně, jeho prototyp byl dokončen až o několik měsíců později. Jedná se o třínápravový dvoučlánkový trolejbus, přední a zadní článek jsou spojeny kloubem a krycím měchem. Karoserie je ocelová samonosná, na ocelový svařovaný skelet jsou nalepeny plastové profily bočního opláštění. Vůz disponuje pěti dvoukřídlými dveřmi, třemi v prvním článku a dvěma ve zadním článku. U třetích dveří je nainstalována nástupní plošina pro vozíčkáře. Celý trolejbus je nízkopodlažní s podlahou ve výši 360 mm nad povrchem vozovky, ve vstupech je tato hodnota snížena na 320 mm. Většina sedaček je umístěna na vyvýšených podestách. Interiér trolejbusu se od autobusu odlišuje přidáním dvojice sedaček v zadní části vozu na místo, kde má autobus chladič, a sníženou podestou se sedadly mezi druhými a třetími dveřmi, kde by se nacházela palivová nádrž autobusu. Přední náprava SOR má nezávislé zavěšení kol, střední náprava je značky Voith, tuhá zadní náprava Voith je hnací.
Trolejbus TNB 18 je vybaven střídavou elektrickou výzbrojí TV Europulse firmy Cegelec. Asynchronní trakční motor od firmy Pragoimex má výkon 250 kW a je uložen ve schráně za zadní nápravou, kde se nachází i další komponenty elektrické výzbroje (statický měnič, stykače, pojistky, aj.). Oproti dvanáctimetrové verzi SOR TNB 12 je odlišné umístění dalších částí výzbroje na střeše vozu, kde se nachází v kontejneru elektrické výzbroje trakční měnič, jehož velikost se zvětšila. Kvůli tomu musel být brzdový odporník uložen samostatně. Střešní komponenty jsou kryty plastovou schránou, která je na předním článku shodná s krytem plynových lahví plynové verze autobusu a na kterou navazuje speciální nástavba kloubového měchu. Za tou se na zadním článku vozu nachází druhá část plastového krytu, jenž končí za základnou sběračů.

## Výroba a provoz

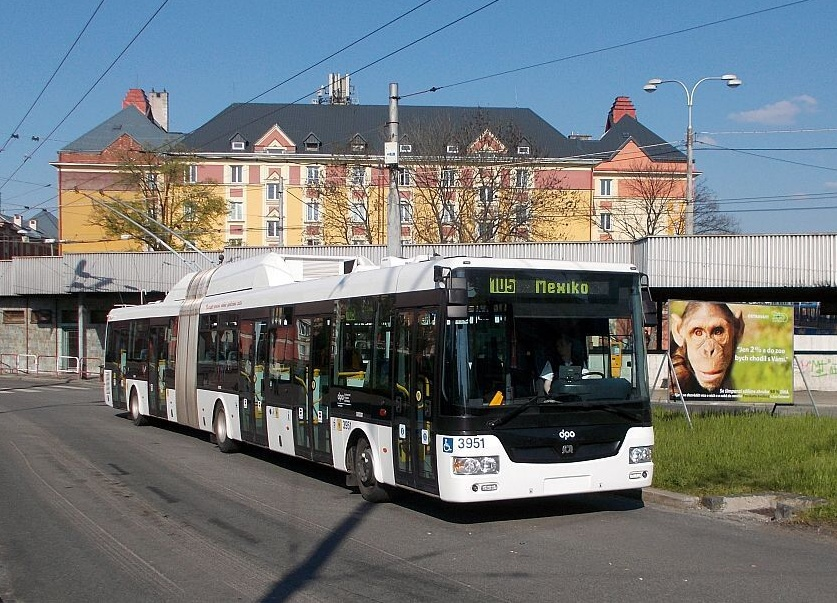
SOR TNB 18 v Ostravě

Karoserie prototypu byla vyrobena v závodě SORu v Libchavách, do Ostravy byla přetažena v září 2009. Zde proběhla v trolejbusové vozovně místního dopravního podniku kompletace vozidla, jež bylo v majetku výrobce a nebylo určeno pro konkrétního zákazníka. Po dokončení a absolvování různých zkoušek byl zahájen v únoru 2010 homologační proces vozu zkušebními jízdami bez cestujících po ostravské trolejbusové síti. Dopravní podnik Ostrava (DPO) mu přiřadil zkušební evidenční číslo 9998. Na konci května 2010 byl vůz společně s dalším zkoušeným trolejbusem SOR TNB 12 nabídnut DPO k odkoupení za celkovou částku 9,920 miliónu korun, což dopravce akceptoval a na konci června téhož roku podepsal s výrobcem smlouvu. Kloubový trolejbus TNB 18 nadále absolvoval zkušební jízdy, od 20. srpna 2010 i s cestujícími. Jako typ byl Drážním úřadem schválen v prosinci 2010. Poté byl již vypravován do běžného osobního provozu, stále však s číslem 9998. K přeznačení na evidenční číslo 3951 došlo v únoru 2011. V pravidelném provozu jezdil do roku 2018, kdy byl odstaven kvůli závadě elektrické výzbroje. Na linkách se následně objevoval jen výjimečně, více začal být vypravován až po opravě v roce 2022. Po střetu s tramvají Škoda 39T č. 1778 dne 7. března 2023 na křižovatce u sadu Boženy Němcové ale opět zůstal dlouhodobě odstaven a v říjnu 2024 byl vyřazen. Na jaře 2025 byl vůz sešrotován.
Ačkoliv se trolejbus TNB 18 s výzbrojí TV Europulse nacházel v nabídce SORu Libchavy, žádný další již nebyl vyroben. 

### Dodávky trolejbusů
| Současný stát | Město   | Článek | Roky dodávek | Počet vozů | Evidenční čísla při dodání | Poznámky                                        | Zdroj |
| ------------- | ------- | ------ | ------------ | ---------- | -------------------------- | ----------------------------------------------- | ----- |
| Česko         | Ostrava | článek | 2011         | 1          | 3951                       | prototyp, 2010–2011 zapůjčen výrobcem (č. 9998) | [ 8 ] |